# Bezpieczeństwo biologiczne
Bezpieczeństwo biologiczne – polityka ekologiczna określa bezpieczeństwo biologiczne jako wprowadzenie ścisłej kontroli związanej z zagrożeniem środowiska oraz ludzi powiązanych z procesem wytwarzania, przetwarzania, dystrybucji, składowaniem jak i stosowaniem zmodyfikowanych genetycznie organizmów. Obejmuje ono środki zapobiegające zagrożeniom zdrowia publicznego poprzez kontrole oraz eliminację czynników patogennych takich jak wirusy, bakterie, grzyby, toksyny czy też inne mikroorganizmy występujące powszechnie w przyrodzie.
W dziedzinie stosunków międzynarodowych szczególną rolę dla bezpieczeństwa biologicznego w Europie pełni Unia Europejska, która stara się sprostać najważniejszym wyzwaniom współczesnego świata, takim jak polepszenie standardów higieny żywności, obniżenie ryzyka zachorowania na choroby zakaźne, postępującym rozwojem naukowo-technicznym i poprawą bytu poprzez wprowadzenie organizmów transgenicznych. To ostatnie wiąże się z ogromnym ryzykiem dla zdrowia publicznego.
Wzrost komercjalizacji produktów genetycznie modyfikowanych (zwłaszcza w Stanach Zjednoczonych) zapoczątkował proces angażowania się państw europejskich w bezpieczeństwo biologiczne. Państwa te zaczęły opracowywać i wdrażać krajowe programy ochrony społeczeństwa i środowiska. Ważnym zagadnieniem jest dostosowanie takich programów do prawodawstwa państw, wprowadzenie systemu nadzoru oraz stworzenie banku danych w ramach międzynarodowej wymiany informacji.
Organizacją, która doradza Unii Europejskiej w kwestiach oceny zagrożeń czynnikami biologicznymi jest ECDC (Europejskie Centrum do spraw Zapobiegania i Kontroli Chorób), pomaga ona Unii w wyborze właściwego sposobu reagowania na te czynniki.